# Nikola Mirotić
Nikola Mirotić, srbsky Никола Миротић (* 11. února 1991, Podgorica) je černohorsko-španělský profesionální basketbalista. Měří 206 centimetrů. V současnosti působí ve španělském klubu FC Barcelona Lassa v Liga Endesa.

## Klubová kariéra
Již ve svých čtrnácti letech, v roce 2005, podepsal kontrakt se španělským klubem Real Madrid. V něm pak působil v letech 2008–2014. Jednou s ním vyhrál španělskou ligu (2013), dvakrát španělský pohár (2012, 2014), dvakrát superpohár (2012, 2013). V roce 2013 zaznamenal nejvíce košů ve španělské lize, dvakrát se dostal do all-stars celého ročníku (2013, 2014).
V roce 2014 odešel do NBA, a to jakožto nejlépe placený evropský nováček v historii.

## Reprezentace
V roce 2010 získal španělské občanství. Nakonec se rozhodl, že bude Španělsko i reprezentovat. Vyhrál s ním mistrovství Evropy hráčů do 20 let v roce 2011, přitom byl nejlepším střelcem turnaje. Rok předtím na stejném turnaji získal bronz, zde se dostal do all-stars týmu.